# بهان دیکسون
بهان دیکسون (انگلیسی: Bohan Dixon؛ زادهٔ ۱۷ اکتبر ۱۹۸۹) بازیکن فوتبال اهل بریتانیا است.
از باشگاه‌هایی که در آن بازی کرده‌است می‌توان به باشگاه فوتبال سالفورد سیتی، باشگاه فوتبال فایلد، باشگاه فوتبال استوک‌پورت کانتی، باشگاه فوتبال مارین، باشگاه فوتبال بارسکو، باشگاه فوتبال لینکولن سیتی، باشگاه فوتبال استالی‌بریج سلتیک، باشگاه فوتبال نورتویچ ویکتوریا، و باشگاه فوتبال آکرینگتون استنلی اشاره کرد.